# Miyako Matsumoto
Miyako Matsumoto  (松本 都 Matsumoto Miyako, nacida el 11 de abril de 1985) es una actriz y luchadora profesional japonesa quien es mejor conocida por su trabajo en Ice Ribbon y también lucha regularmente por Oz Academy y Reina Joshi Puroresu, y también ha promocionado sus propios espectáculos bajo la bandera de Gake no Fuchi Puroresu.

## Primeros años
Después de graduarse en la Facultad de Arte de la Universidad de Nihon, Matsumoto se embarcó en una carrera como actriz, especialmente trabajando en la serie de televisión Muscle Venus, formando un grupo idol con sus miembros del elenco Hikaru Shida, Hina Kozuki, Ichiko Mayu, Sachiko Koga, Tomoyo Morihisa, Tsukasa Fujimoto, Yuki Ueda y Yuri Natsume.

## Carrera como luchadora profesional

### Ice Ribbon (2008–presente)
Matsumoto hizo su debut para la empresa de Ice Ribbon de Emi Sakura el 29 de julio de 2008, luchando con Yuki Ueda en un sorteo de límite de tiempo de tres minutos. Aunque todos los miembros de Muscle Venus hicieron su debut casi al mismo tiempo, solo Matsumoto, Hikaru Shida y Tsukasa Fujimoto duraron más de seis meses, logrando nuevas carreras de lucha profesional. El Gimmick de Matsumoto incluyó a ella con diferentes trajes de cosplay, bailando en medio de sus luchas, tirando puntos intencionalmente y otros comportamientos cómicos. Matsumoto obtuvo su primera victoria el 13 de diciembre, derrotando a Chii Tomiya. El mes siguiente, a pesar de su impresionante historial de victorias y derrotas, Matsumoto se declaró la "as" de todas las luchas profesionales, antes de desafiar sin éxito a Kiyoko Ichiki por el título principal de Ice Ribbon, el Campeonato ICE×60. El verano siguiente, Matsumoto comenzó una rivalidad en la historia con el gerente de la Asociación Internacional de Lucha de Japón, Haru Miyako, que llevó a que sus asociados se enfrentaran a Matsumoto de forma esporádica durante los próximos dos años. El 31 de diciembre de 2009, Matsumoto hizo su debut para NEO Japan Ladies Pro Wrestling en un Triple Threat Match para determinar el "número uno de Matsumoto". El combate, que también incluyó a Dump Matsumoto, fue ganado por Hiroyo Matsumoto; ninguno de los tres están relacionados entre sí.
El 21 de marzo de 2010, Matsumoto ganó su primer campeonato, cuando obtuvo una gran victoria sobre Tsukasa Fujimoto para convertirse en la nueva Campeona ICE × 60. Al día siguiente, Matsumoto derrotó al campeón defensor Riho y Kazumi Shimouna en un Triple Threat Match para convertirse también en la nueva Campeona de Triangle Ribbon. Después de una exitosa defensa del Campeonato ICE×60 contra Makoto el 27 de marzo, la suerte de Matsumoto comenzó a cambiar, cuando fue derrotada por primera vez en un campeonato DDT Pro-Wrestling de Extreme Division Championship por Gentaro el 31 de marzo, luego perdió el Campeonato ICE×60 contra Riho. el 3 de abril, y finalmente también perdió el Campeonato de la cinta del triángulo ante Nanae Takahashi el 17 de abril. Cuando Matsumoto se quedó llorando en el ring, se le acercó el luchador de combate mortal Jun Kasai, a quien ella había declarado sorprendentemente como su luchador favorito, quien luego sugirió que los dos debían ir juntos por el Campeonato Internacional en Parejas de Ribbon. El 3 de mayo, Matsumoto y Kasai, apodados como "385Myankie's", derrotaron a los campeones defensores Passion Red (Nanae Takahashi & Kazumi Shimouna) y al equipo de Gentaro y Keita Yano para ganar el Campeonato Internacional en Parejas de Ribbon. Después, Matsumoto comenzó a pelearse con Chii Tomiya. El 19 de julio, Matsumoto y Kasai hicieron su primera defensa exitosa contra el equipo de Tomiya y Command Bolshoi. El 7 de agosto, Matsumoto y Kasai perdieron el Campeonato Internacional del Equipo de Etiqueta de la cinta frente a Tomiya e Isami Kodaka en su segunda defensa. El 7 de agosto, Matsumoto y Kasai perdieron sus títulos ante Tomiya e Isami Kodaka en su segunda defensa. El 23 de noviembre, Matsumoto y Shida desafiaron sin éxito a Emi Sakura y Nanae Takahashi por el Campeonato Internacional en Parejas de Ribbon. Mientras tanto, Matsumoto continuó su rivalidad con Chii Tomiya, ahora un miembro del rival Heisei YTR, que se convirtió en un Hardcore Match el 21 de marzo de 2011, donde Matsumoto y Jun Kasai derrotaron a Tomiya y Kazuhiko Ogasawara. Matsumoto fue derrotada el 11 de mayo por Emi Sakura 11–0 en un Iron Man Match de veinte minutos, lo que llevó a Sakura a decirle que comenzara a mejorar su juego. Esto llevó a Matsumoto a desafiar a la Campeona de ICE×60, Tsukasa Fujimoto, a un combate por el título, en el que se ofreció a poner en peligro su carrera de Ice Ribbon. El 25 de mayo, Matsumoto falló en su combate por el título contra Fujimoto y, como resultado, dejó a Ice Ribbon.

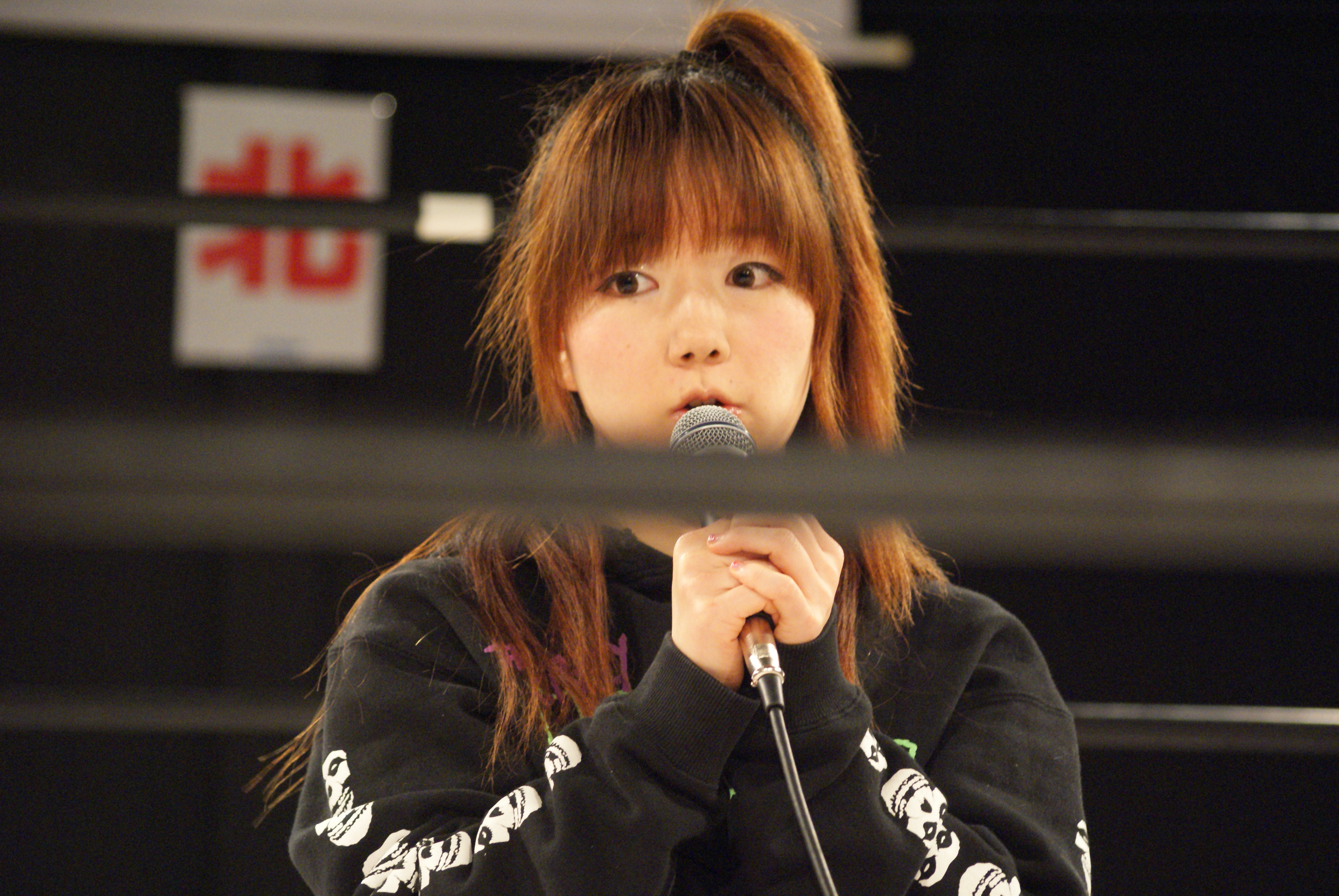
Matsumoto en enero de 2012

Matsumoto luego formó su propia empresa Gake no Fuchi Puroresu. Los eventos de GakePro han presentado apariciones de luchadores de Ice Ribbon como Emi Sakura, Makoto y Tsukasa Fujimoto, así como luchadores masculinos conocidos como The Great Sasuke, Munenori Sawa y Tsuyoshi Kikuchi. El 3 de diciembre, Matsumoto regresó a Ice Ribbon, en una rivalidad en que Ken Ohka trajo para atacar a su compañera de equipo, Hikari Minami. Al día siguiente, Matsumoto y Ohka derrotaron a Minami y Makoto Oishi en un partido por equipos. El 25 de diciembre en RibbonMania, los reencuentros Matsumoto y Jun Kasai fueron derrotados por Danshoku Dino y Makoto Oishi en un encuentro por equipos, que también incluyó a Hikari Minami y Ken Ohka. Matsumoto luego comenzó a perseguir el Campeonato Triangle Ribbon, organizado por el luchador masculino Ribbon Takanashi. El 4 de enero de 2012, Takanashi derrotó a Matsumoto y Yasu Urano para retener su título. En otro combate por el título el 25 de enero, Matsumoto fue atrapado por Neko Nitta, quien, como resultado, se convirtió en la nueva Campeona de Triangle Ribbon. Después, Matsumoto exigió otra oportunidad en el Campeonato de la cinta del triángulo y anunció que, dado que Nitta había usado sus atributos de gato para derrotarla, iba a traer a otro animal, "Crazy Monkey" Jun Kasai, como la segunda retadora para el combate por el título. El 5 de febrero en Yokohama Ribbon, Matsumoto derrotó a Nitta y Kasai para ganar el Campeonato Triangle Ribbon. Continuaría perdiendo el título ante el representante de Ladies Legend Pro-Wrestling (LLPW-X) Eiger el 29 de febrero, en un partido de triple amenaza, que también incluía a Neko Nitta. A través de su rivalidad en el Triangle Ribbon Championship, Matsumoto y Neko Nitta finalmente formaron un equipo de etiqueta y, el 15 de julio, derrotaron a Dropkickers (Tsukasa Fujimoto y Tsukushi) para convertirse en las nuevas Campeonas Internacionales en Parejas de Ribbon. Matsumoto y Nitta perdieron el título ante Kurumi y Tsukushi en su primera defensa el 19 de agosto, durante un evento que celebraba el cuarto aniversario de Matsumoto, Hikaru Shida y Tsukasa Fujimoto en lucha profesional.

### Gake No Fuchi Joshi Pro Wrestling (2019–Presente)
A fines de 2019, el presidente de DDT Pro, Sanshiro Takagi, anunció la compra de la promoción Gake No Fuchi con dinero de su bolsillo, no para convertirse en subsidiaria de DDT. Matsumoto, llamada por cariño "Miyacoco", sería la estrella de los shows de la promoción. Gake No Fuchi destacaba desde antes de la compra de Takagi, como shows irregulares, donde ocurrían las cosas más bizarras del wrestling.
El día 4 de enero de 2020, a la misma hora de Wrestle Kingdom 14 de NJPW, Miyaco decidió realizar un show de Gake No Fuchi que atraería a 114 fanes. Sería ella enfrentando al británico Chris Brookes en una lucha "Hardcore de año nuevo" con puntos. El combate duró 56 minutos y terminó con Brookes victorioso luego de obtener 3007 puntos contra 1 de Miyako. La lucha trajo tanta atención en el producto, que terminó en el servicio de streaming DDT Universe y fue aclamada por los fanes por ser bizarra, única e innovadora.

## Carrera como actriz

### Filmografía
- 2006: Doko Mademo Kono Saki E (どこまでもこの先へ?)[7]
- 2009: Three Count (スリーカウント Surī Kaunto?)[7]

### Televisión
- 1999: Ponkikkīzu (ポンキッキーズ?)[7]
- 2008–2009: Muscle Venus (マッスルビーナス Massuru Bīnasu?)[7]
- 2009: 2009 New Year's Parlor Tricks Tournament (新春かくし芸大会2009 Shinshun Kakushigei Taikai 2009?)[7]
- 2009: Push-Suma (ぷっすま Pussuma?)[7]
- 2009: Wrestle Arena (レッスルアリーナ Ressuru Arīna?)[7]
- 2010: Suteru Koi Areba, Hirou Koi Ari (捨てる恋あれば拾う恋あり?)[7]
- 2010: Pigu☆1: Pigusuta Gakuen (ピグ☆1~ピグスタ学園?)[7]

## Otros medios
En 2008, el elenco de Muscle Venus grabó una canción titulada Itsuka Kitto (いつかきっと, "Someday"), que se lanzó como sencillo el 5 de noviembre de 2008 y luego se usó como tema para la película Three Count. Matsumoto, junto con Hikaru Shida y Tsukasa Fujimoto, apareció en el video musical de 2012 del grupo pop japonés angela para su canción "The Lights of Heroes".
En julio de 2013, Matsumoto lanzó su primer DVD de fotograbado, titulado Crazy Honey.

## En lucha
- Movimientos finales

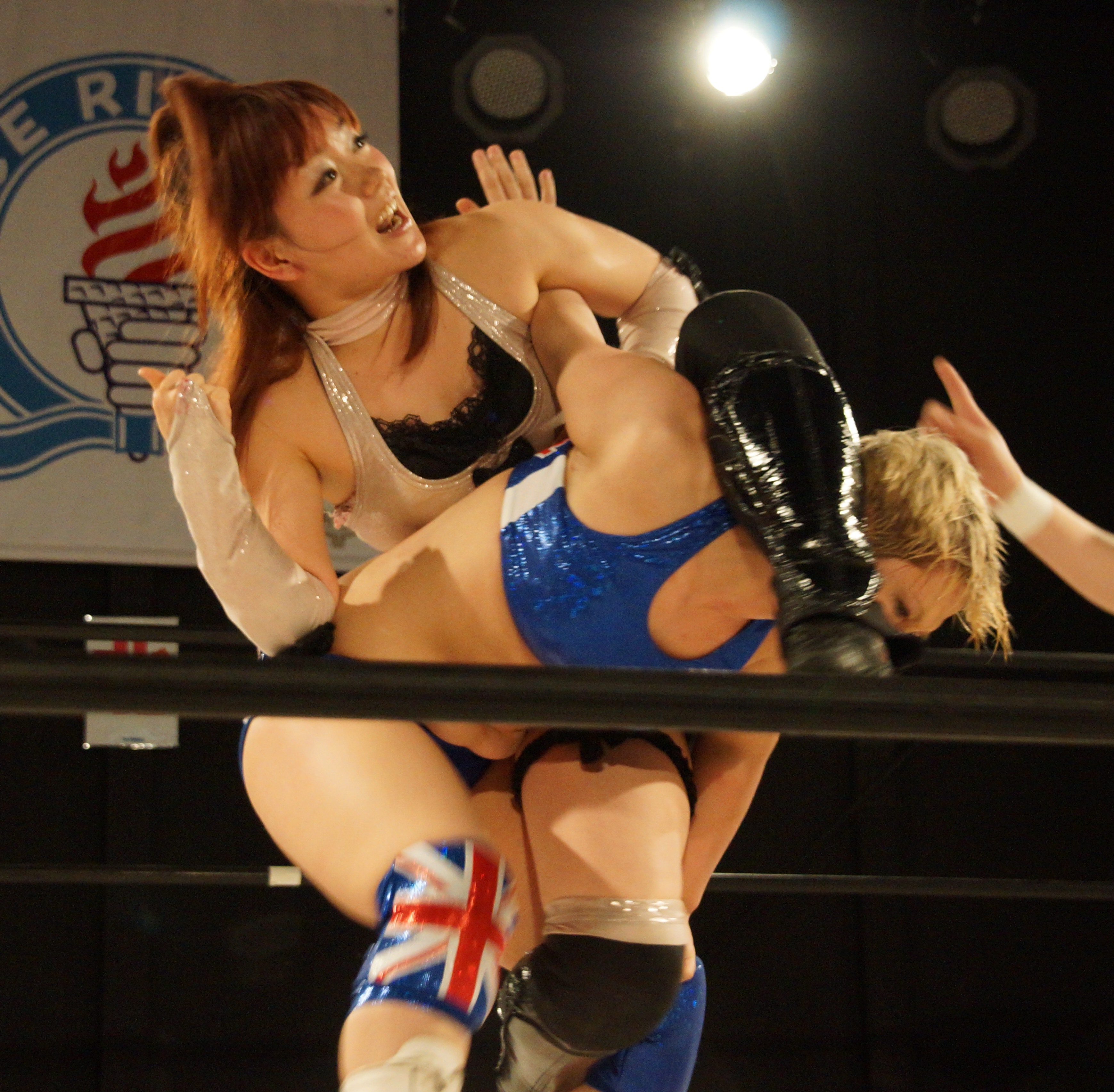
Matsumoto aplicándole un octopus hold a April Davids

  - Mamma Mia I–III (Splash, with theatrics)
  - Mamma Mia Z[12] / Pearl Harbor Splash[13] (Diving splash, with theatrics) – latter adopted from Jun Kasai
  - Miyacoco Clutch (Gedo clutch)[14]
  - Miyacococo Clutch (Rolling Gedo clutch)
- Movimientos en firma
  - Cross kneelock
  - Hanging German superplex[5][15][16]
  - High-impact chop drop, with theatrics[13]
  - Octopus hold[17][18]
  - Reverse sitout double underhook powerbomb[5][19][20] – adopted from Jun Kasai
  - Running delayed high-impact elbow drop, with theatrics[13]
  - Shining Miyako-zard (Shining wizard)[13]
- Apodos
  - "Dancing Queen"
- Temas de entrada
  - "Dancing Queen" por ABBA[3]
  - "Won't Be Long" por Exile y Kumi Koda[3] (as Fighting Matsumoto)

## Campeonatos y logros
- Ice Ribbon
  - ICE×60 Championship (2 veces)
  - International Ribbon Tag Team Championship (2 veces) – con Jun Kasai (1) y Neko Nitta (1)
  - Triangle Ribbon Championship (3 veces)
  - Captain's Fall Six Woman Tag Tournament (2010) – con Sayaka Obihiro & Tsukasa Fujimoto
  - Triangle Ribbon Championship Tournament (2013)